# Musca (film din 1986)
Musca (în engleză The Fly) este un film SF de groază american din 1986 regizat de David Cronenberg. În rolurile principale au interpretat actorii Jeff Goldblum, Geena Davis și John Getz. Este o refacere a filmului omonim din 1958.

## Rezumat
Omul de știință Seth Brundle lucrează la un dispozitiv pentru teleportare pentru a transporta obiecte sau chiar ființe vii dintr-un loc în altul. După un test reușit cu un babuin, încearcă să se teleporteze dar, din cauza unei programări incomplete a computerului, ADN-ul său se contopește cu cel al unei muște comune care a ajuns accidental în camera de teleportare. La început are brusc puteri supraumane și le testează într-un cârciumă într-o luptă care duce la o înfrângere dureroasă și un braț rupt pentru adversar. Cu toate acestea, Brundle se mută transformă în Brundlefly -un monstru umanoid - cu trăsături de muscă.
Pe parcursul acestui proces, își pierde din ce în ce mai mult caracteristicile umane. În primul rând, perișori îi cresc pe spate, apoi pielea lui devine mai moale, ceea ce provoacă dureri la apăsare, tot mai multe asemănătoare insectelor și, în plus, pierde câteva părți ale corpului, cum ar fi urechile, organele genitale și dinții. În plus, el nu poate ingera decât alimente scuipând un lichid digestiv pe mâncare și sorbind rezultatul. Prietena sa, jurnalista Veronica, care probabil a rămas însărcinată după tentativa lui Seth de teleportare, este martora transformării sale, dar nu poate preveni declinul acestuia.
În final, repetând experimentul, Brundlefly încearcă să-i contopească pe Veronica și pe copilul ei nenăscut într-o creatură complet nouă. 

## Distribuție
- Jeff Goldblum – Sethaniel „Seth” Brundle
- Geena Davis – Veronica „Ronnie” Quaife
- John Getz – Stathis Borans
- Joy Boushel – Tawny
- Leslie Carlson – Dr. Brent Cheevers
- George Chuvalo – Marky
- David Cronenberg – Ginecolog

## Primire
Filmul a fost clasificat pe locul 33 în topul 100 Scariest Movie Moments realizat de Bravo.